# Sa Sandaling Kailangan Mo Ako
Sa Sandaling Kailangan Mo Ako é uma telenovela filipina produzida e exibida pela ABS-CBN, cuja transmissão ocorreu em 1998.

## Elenco
- Marvin Agustin - Ruben
- Kristine Hermosa - Agnes
- Piolo Pascual - Raffy
- Giselle Toengi - Stella
- John Lloyd Cruz - Daniel
- Kaye Abad - Eloisa